# Poecilochroa trifasciata
Poecilochroa trifasciata är en spindelart som beskrevs av Cândido Firmino de Mello-Leitão 1918. 
Poecilochroa trifasciata ingår i släktet Poecilochroa och familjen plattbuksspindlar. Inga underarter finns listade i Catalogue of Life.